# Solidarité sans frontières

Logo von Sosf

Solidarité sans frontières (Sosf) ist eine gesamtschweizerische migrationspolitische Organisation mit Sitz in Bern, die am 31. März 2000 aus dem Zusammenschluss der Asylkoordination Schweiz (AKS) und der BODS (Bewegung für eine offene, demokratische und solidarische Schweiz) entstanden ist. Sie koordiniert Kampagnen wie «Ohne uns geht nichts.», führt ein Archiv und publiziert vierteljährlich ein Bulletin.

## Ziele
Der Verein
- setzt sich ein für Solidarität ohne Grenzen mit Menschen, die in unserem Land Aufnahme suchen, ungeachtet ihrer Herkunft. Solidarité sans frontières kämpft für die Verteidigung von Grundrechten für alle, die hier leben. (Eigendefinition)

ist eine Menschenrechts- und Friedensorganisation mit dem Zweck, den Migranten und den Flüchtlingen in der Schweiz eine Stimme zu verleihen. Er will Prozesse und Veränderungen in die Wege leiten und unterstützen, die mithelfen, eine offene und solidarische Schweiz zu schaffen. Er engagiert sich gegen die Diskriminierung und Ausgrenzung von Flüchtlingen und Migranten und gegen jede Form von Rassismus und Fremdenfeindlichkeit.

## Aktivitäten
Die Organisation engagiert sich gegen den Sozialhilfeausschluss für Personen mit Nichteintretensentscheid (NEE) und negativem Asylentscheid. Außerdem setzt sie sich für die Rechte der illegalen Einwanderer (Sans papiers) Flüchtlingsgruppe ein und werden dabei von der Organisation unterstützt, ihre Anliegen in der Öffentlichkeit zu vertreten  2003 wurde die Kampagne «Ohne uns geht nichts.» initiiert und koordinierte im Rahmen dieser Kampagne vom 8.–14. September 2008 «die woche der migrantInnen». Sosf kritisiert das Migrationsmanagement sowie den Beitritt der Schweiz zu den Abkommen von Schengen/Dublin. Die Organisation lobbyierte frühzeitig gegen die von Bundesrat Blocher begleiteten neuen Verschärfungen im Asylgesetz und gegen das neue Ausländergesetz und engagierte sich 2006 für das Doppelreferendum gegen die beiden Gesetze.